# Spaces
Spaces est une application de bureaux virtuels d'Apple intégrée à Mac OS X 10.5.
Cette application permet la création et la gestion de plusieurs (jusqu'à 16) bureaux virtuels. Cela permet de répartir les différentes applications dans ces bureaux en fonction des différentes activités de l'utilisateur.